# Fengjiang (sockenhuvudort i Kina, Zhejiang Sheng, lat 28,54, long 121,37)
Fengjiang (kinesiska: 峰江, 峰江街道) är en sockenhuvudort i Kina. Den ligger i provinsen Zhejiang, i den östra delen av landet, omkring 220 kilometer sydost om provinshuvudstaden Hangzhou. Antalet invånare är 78 490. Befolkningen består av 35 962 kvinnor och 42 528 män. Barn under 15 år utgör 13,0 %, vuxna 15-64 år 79 %, och äldre över 65 år 6,0 %.
Runt Fengjiang är det mycket tätbefolkat, med 1 177 invånare per kvadratkilometer. Närmaste större samhälle är Taizhou, 14,8 km norr om Fengjiang. Trakten runt Fengjiang består till största delen av jordbruksmark.
Genomsnittlig årsnederbörd är 2 023 millimeter. Den regnigaste månaden är juni, med i genomsnitt 334 mm nederbörd, och den torraste är januari, med 74 mm nederbörd.